# Заточье (Брестская область)
Заточье (бел. Заточча) — деревня в Дрогичинском районе Брестской области Белоруссии. Входит в состав Хомского сельсовета.

## География
Деревня находится в центральной части Брестской области, при автодороге Н-649, на расстоянии приблизительно 15 километров (по прямой) к северу от города Дрогичина, административного центра района. Абсолютная высота — 145 метров над уровнем моря. Площадь населённого пункта — 1,1984 км².

## История
По состоянию на 1905 год, существовало две деревни: Заточье (Большое) и Заточье (Малое). Совокупное население обеих деревень составляло 626 человек. В административном отношении входили в состав Бездежской волости Кобринского уезда Гродненской губернии.
Согласно Рижскому мирному договору (1921), деревня вошла в состав межвоенной Польши. Входила в состав гмины Хомск Дрогичинского повета Полесского воеводства. В 1921 году числилось 453 жителя, проживавших в 90 домах. В этническом составе населения того периода полещуки составляли 99,8 %. В конфессиональном составе населения преобладали православные христиане (100 %).
С 1939 года в БССР.

## Население
По данным переписи 2019 года, в деревне проживало 112 человек.
| Год  | Население, человек |
| ---- | ------------------ |
| 1905 | 626                |
| 1921 | ↘ 453              |
| 2009 | ↘ 151              |
| 2019 | ↘ 112              |